# دون‌انسان

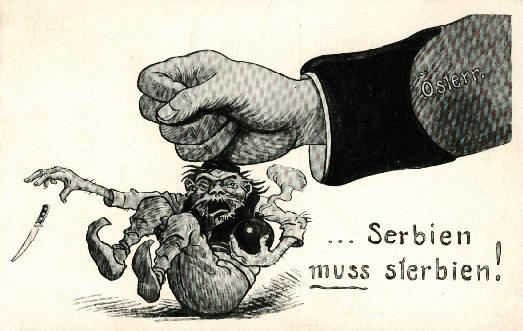
رویکردهایی که در خود مفهوم دون‌انسان را داشتند در ۱۹۲۲ سربرآوردند. شعار قافیه‌دار این پوستر پروپاگاندا از ۱۹۱۴ به صورت «صربستان باید نابود شود!» است که پس از ترور آرشیدوک فرانتس فردیناند طراحی شد. در آن، مشت اتریش-مجارستان در حال خرد کردن دشمن دون‌پایه‌تر از انسان است که صورتی صرب-شامپانزه شکل دارد و کفش‌های راحتی عثمانی بر پا.

دون‌انسان (به آلمانی: Untermensch) اصطلاحی نازی‌ساخته است که به مردمان غیر آریایی و «جماعت شرقی» گفته می‌شود و شامل یهودیان، مردم کولی، اسلاوها، لهستانی‌ها، صرب‌ها، روس‌ها و غیره می‌شد. این اصطلاح همچنین برای سیاه‌پوستان، مولاتوها و فنلاندی-آسیایی‌ها نیز به کار می‌رفت. در طی راه حل نهایی، مردمان یهودی به همراه کولی‌ها و لهستانی‌ها در هولوکاست و نیز ناتوانان بدنی و رشدی پاکسازی شدند. طبق طرح جامع برای شرق، جمعیت اسلاو اروپای مرکزی-شرقی می‌بایست با کشتار دسته‌جمعی کاهش پیدا می‌کرد و اکثریت ایشان به درون آسیا و در اردوگاه‌های کار اجباری به کار گرفته می‌شدند. این طرح‌ها بخش مهمی از سیاست نژادی آلمان نازی را تشکیل می‌دادند.